# Kenji Comes Home
Pour plus de détails, voir Fiche technique et Distribution.
Kenji Comes Home (littéralement Kenji rentre à la maison) est un film documentaire américain réalisé par Paul F. Heard, sorti en 1949. 
Ce documentaire raconte l'histoire de Kenji, un prisonnier de guerre qui revient au Japon à la fin de la Seconde Guerre mondiale.
Le film est nommé pour l'Oscar du meilleur film documentaire lors de la 22e cérémonie des Oscars, en 1950.

## Fiche technique
- Titre : Kenji Comes Home
- Réalisation :	Paul F. Heard
- Scénario : Basil Beyea (commentaire), Charles F. Schwep (script)
- Photographie : Saburô Isayama
- Montage : Charles R. Senf
- Musique : Merle Kendrick
- Producteur :	Paul F. Heard
- Société de production : Protestant Film Commission
- Société de distribution :
- Pays de production :  États-Unis
- Langue : Anglais
- Format : Noir et blanc — 35 mm — 1,37:1 — Son : Mono
- Genre : Film documentaire
- Durée :
- Date de sortie :
  - États-Unis : 1949

## Distribution
- William Canfield : le narrateur (voix)